# Dinocryptus bifasciatus
Dinocryptus bifasciatus är en stekelart som först beskrevs av Szepligeti 1916.  Dinocryptus bifasciatus ingår i släktet Dinocryptus och familjen brokparasitsteklar. Inga underarter finns listade i Catalogue of Life.